# Bulos
Bulos (altgriechisch Βοῦλος) war ein antiker griechischer Bildhauer. 
Er ist nur durch eine auf der Kykladeninsel Ios gefundenen Inschrift bekannt, die ihn als Anfertiger ausweist (Βοῦλος ἐποίει). Die Inschrift wird in das 2. Jahrhundert datiert.
Daneben existieren zwei weitere Inschriften, die sich als Fälschungen des Grafen Pasch van Krienen erwiesen haben. Laut diesen falschen Inschriften war Bulos an der Restaurierung des angeblichen Grabes des Homer beteiligt, was ihm eine herausgehobene Bedeutung gegeben hätte. 